# Борок (Мышкинский район)
В Ярославской области есть ещё два населённых пункта с таким названием: в Рыбинском и в Некоузском районах.
Борок  — деревня Охотинского сельского поселения Мышкинского района Ярославской области.
Деревня стоит с восточной стороны федеральной автомобильной трассы Р104, на правом северном берегу реки Юхоть, на расстоянии около 1 км от впадения Юхоти в Волгу (Рыбинское водохранилище). К северу от Борка на трассе находится центр сельского поселения, село Охотино. По северному краю деревни проходит ответвляющаяся от трассы P-104 дорога по правому берегу Юхоть к посёлку Новое Село .
Деревня Борокъ указана на плане Генерального межевания Рыбинского уезда 1792 года.
На 1 января 2007 года в деревне числилось 14 постоянных жителей . Почтовое отделение, находящееся в селе Охотино, обслуживает в деревне Борок 18 домов.